# Національний ботанічний сад Бангладеш
Національний ботанічний сад Бангладеш (англ. National Botanical Garden of Bangladesh) — найбільший центр охорони рослин у Бангладеш, його площа становить близько 84 га. Він розташований в районі Мірпур у столиці країни, біля національного зоопарку. Заснований 1961 року. 
Гербарій ботанічного саду має міжнародний код DACB. У науковій колекції гербарію зберігається близько 100 000 зразків рослин.
Сад Балда, який знаходиться в районі Варі, адміністративно є частиною Національного ботанічного саду.

## Колекції
У ботанічному саду близько 56 000 окремих дерев, чагарників і трав, включаючи величезну колекцію водних рослин. Сад розділений на 57 секцій. До рідкісних та екзотичних видів рослин у саду належать:
- Бузина чорна,
- Камфорне дерево,
- Сантал білий,
- Anthurium crystallinum,
- Davallia canariensis,
- Dombeya spectabilis,
- Ixora superba,
- Mussaenda luteola,
- Victoria amazonica,
- Cissus quadrangularis,
- Spathodea campanulata.

## Галерея

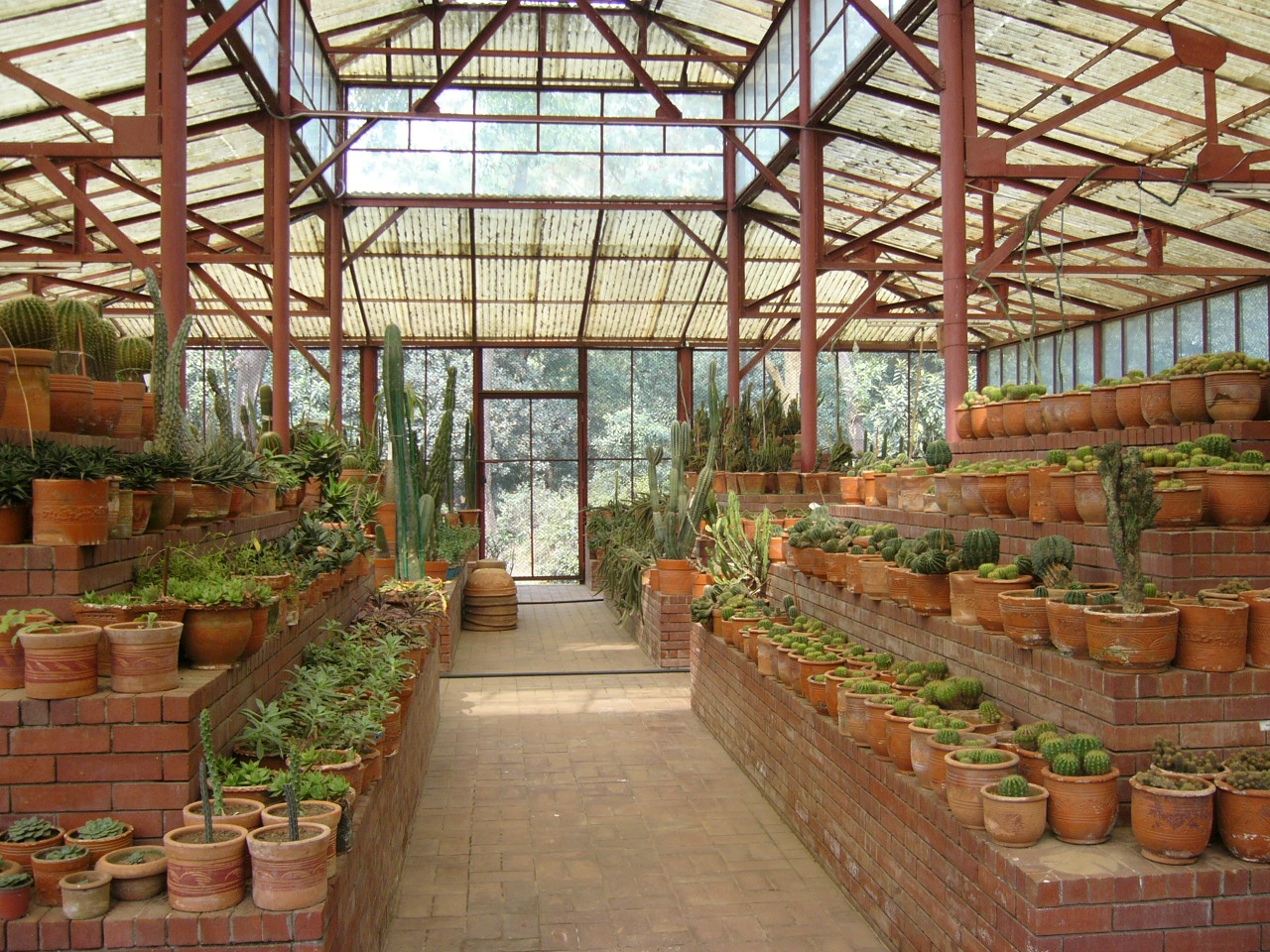
Оранжерея кактусів
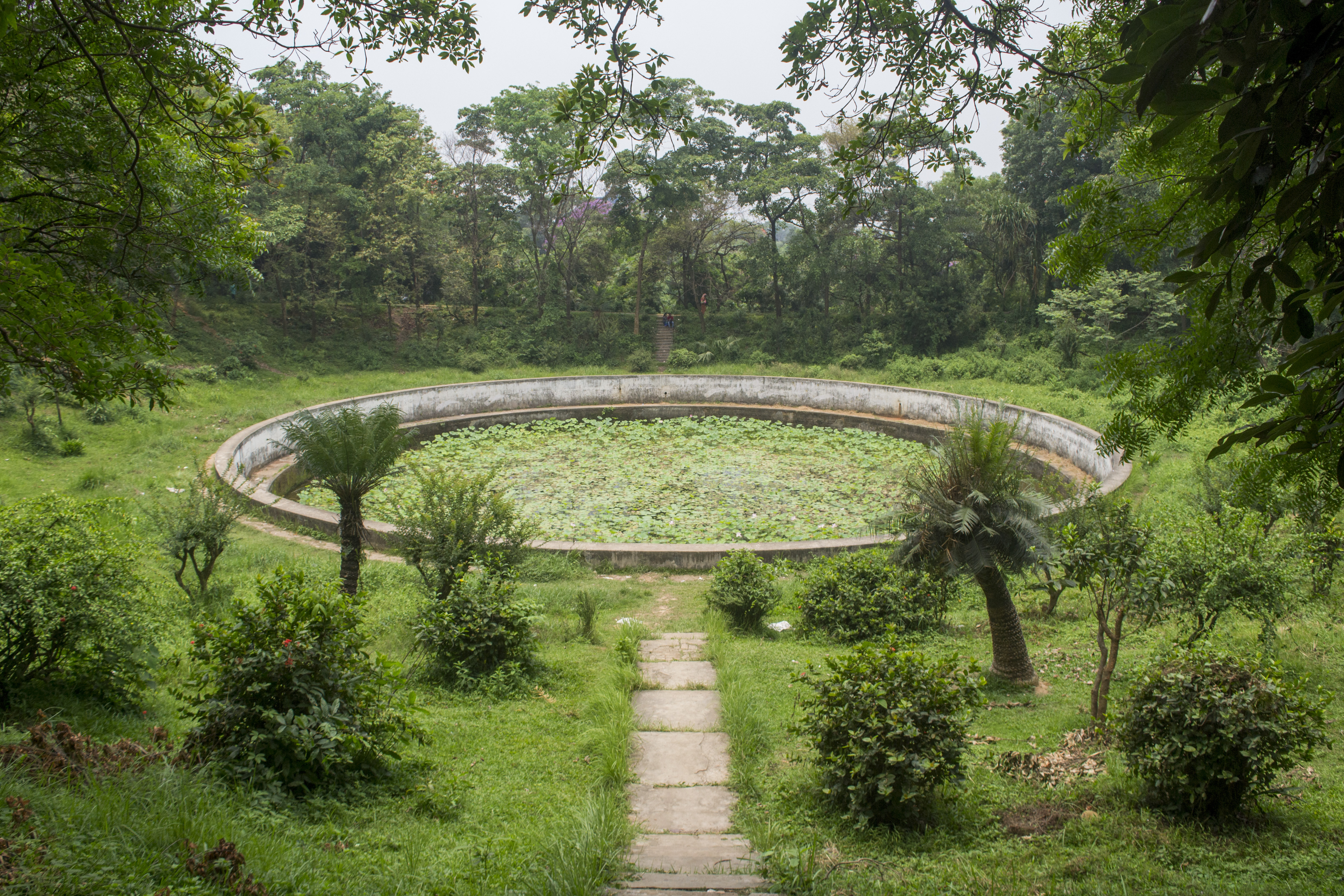
Круглий ставок з Victoria amazonica
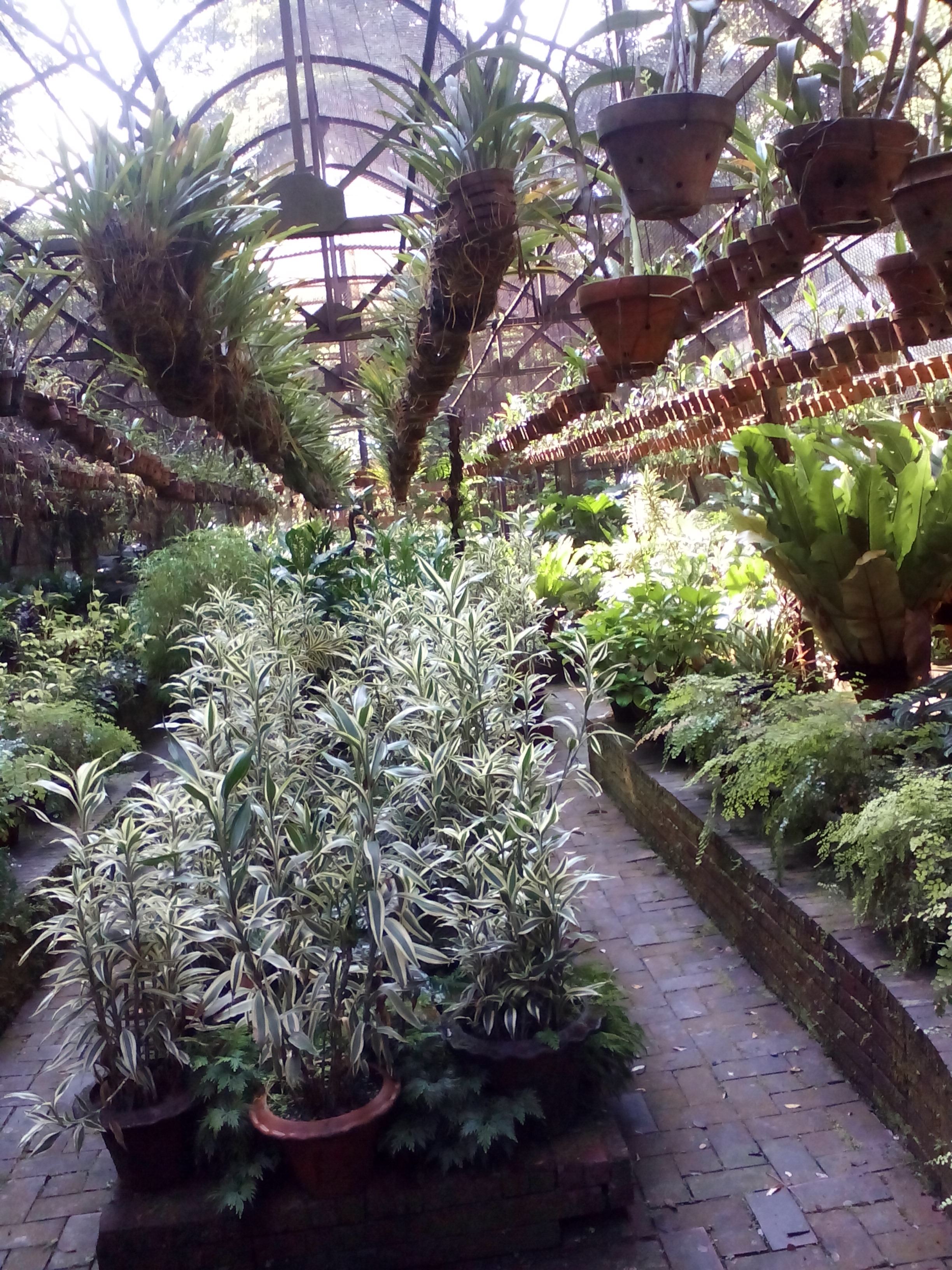
Оранжерея орхідей
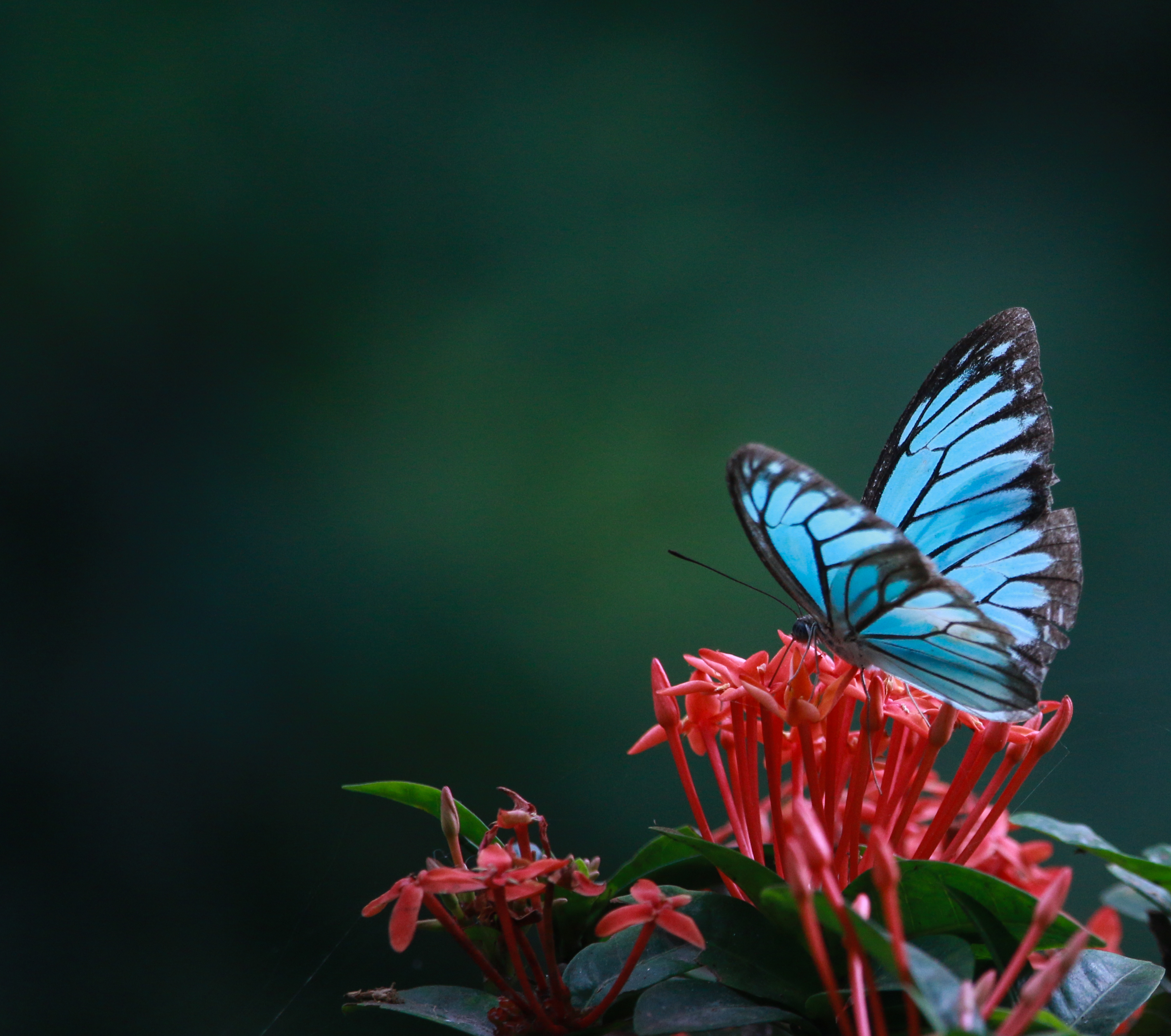
Метелик у ботанічному саду
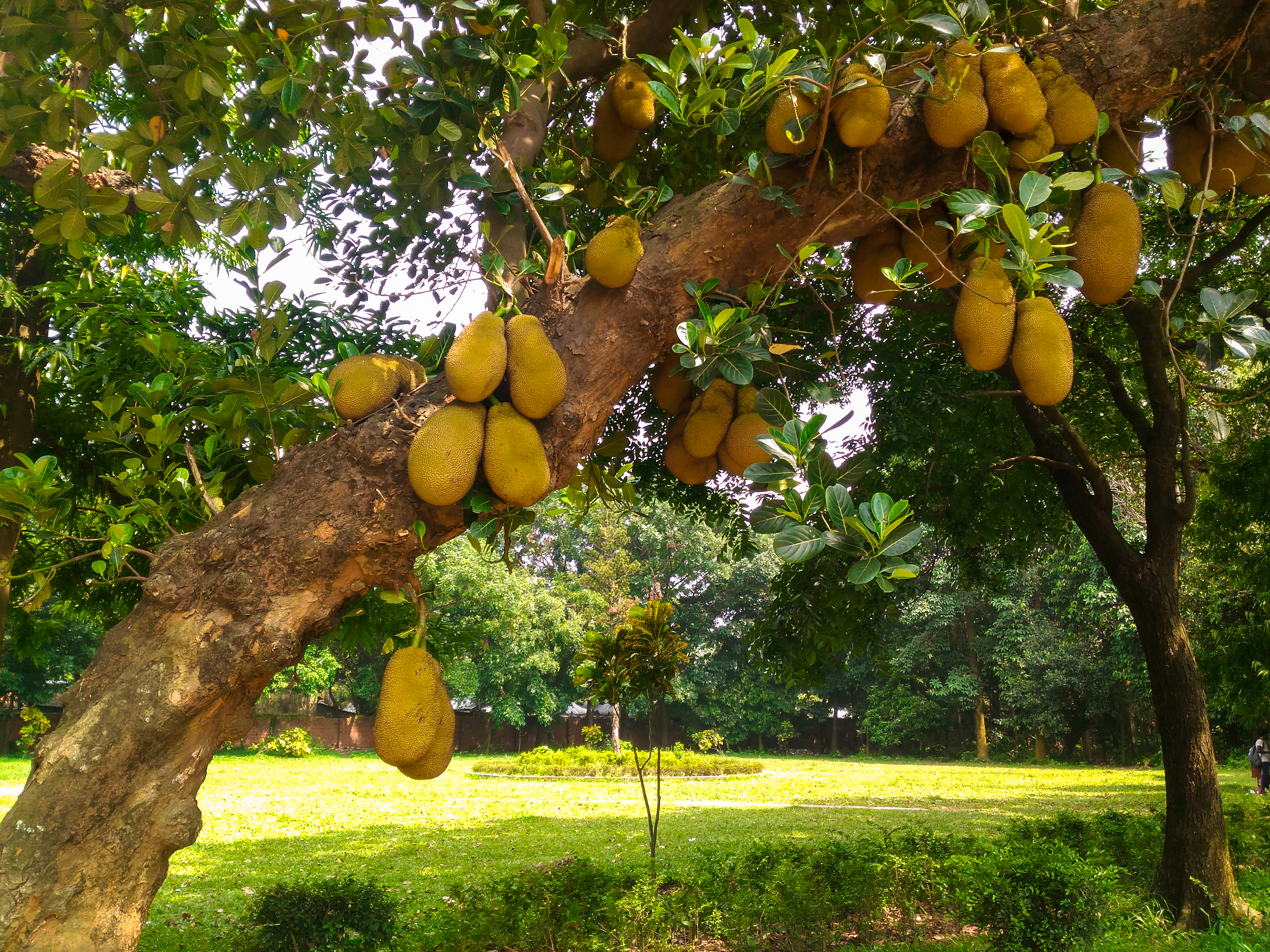
Джекфрут